# Valse lila parasolzwam
De valse lila parasolzwam (Lepiota pseudolilacea) is een schimmel behorend tot de familie Agaricaceae. Hij leeft saprotroof op humeuze, voedselrijke, vrij kale grond, aan de voet van hellingbos op mergel. Ook komt hij voor op mijnsteenstort met opslag van Wilg (Salix) en Els (Alnus).

## Kenmerken
Hoed
De hoed heeft een diameter van 13 tot 45 mm. De vorm bij jonge exemplaren is conisch met naar binnen gebogen rand. De hoed heeft roze-bruine schubben.
Lamellen
De lamellen staan vrij, maar zijn dicht bij de steel. De kleur is crème met bruine tint of met roze schijn. De lamellen zijn voorzien van een witte franjeachtige of vlokkige rand.
Steel
De steel is roze met geschubde ring.
Sporen
De sporen zijn ellipsoïde en meten 6-7,5(8,5) × 3,5-4,5(5) µm. Het Q-getal is 1,7.

## Verspreiding
De valse lila parasolzwam wordt met name in Europa waargenomen, maar komt sporadisch ook hierbuiten voor. In Nederland komt hij matig algemeen voor. Hij staat op de rode lijst in de categorie 'Gevoelig'.